# Елиза Бонапарт
Елиза Бонапарт, родена като Мария Анна Елиза Бонапарте (на френски: Élisa Bonaparte, Maria Anna Elisa Buonaparte; на италиански: Elisa Bonaparte Baciocchi, * 3 януари 1777, Аячо, Корсика, † 7 август 1820, Вила Вичентина, Удине), е най-възрастната сестра на Наполеон I Бонапарт. Тя е княгиня на Лука и Пиомбино и велика херцогиня на Тоскана (1808 – 1814).

## Биография
Елиза Бонапарт се омъжва на 1 май 1797 г. за корсиканския благородник Феличе Бачоки (1762 – 1841), който е издигнат като сенатор от Наполеон. На 27 юни 1805 г. е обявен за княз на Лука и Пиомбино като Феликс I до 1814/1815 г. Елиза всъщност управлява сама. Построява в Лука един нов палат, театър, баня и игрално казино, което Наполеон нарежда да бъде затворено. Тя строи пътища, отваря мини. От мрамора на Карара княгинята прави бюстове на брат си. В Карара тя отваря скулптурно училище. Помага на Николо Паганини като го назначава в капелата на нейния двор и го номинира на почетен капитан.
Елиза се разделя със съпруга си. Тя живее в Палацо Пити, а нейният съпруг – в Палацо дела Крочета. Двамата имат различни извънбрачни афери.
След края на Наполеоновото господство Елиза и нейният съпруг живеят наблюдавани от австрийците в Триест. Тя получава титлата Contessa di Compiagano. Купува къща в града и във Вила Вичентина. През 1819 г. австрийците ѝ връщат нейните имоти в Италия. Тя ги продава, с което си осигурява добър живот. По-късно Елиза купува нов имот в Италия.
Умира внезапно през 1820 г. от малария. Голяма част собствеността си тя завещава на децата си.

## Деца
От съпруга си Елиза има пет деца, от които две достигат зряла възраст:
- Феликс Наполеон Бачоки Левой (1798 – 1799)
- ~ (син) Бачиоки (1803 – 1803)
- Елиза Наполеоне Бачоки Левой (1806 – 1869), омъжена за граф Кармрата-Пасионеи ди Мацолини
- Жером Шарл Бачоки Левой (1810 – 1811)
- Фредерик Наполеон Бачоки Левой (1814 – 1833)